# A harmincéves háború nagyobb csatái
1618 és 1648 között vívták Európában a hadjáratoknak azt a bonyolult sorozatát, amelyet együttesen harmincéves háborúként ismerünk. Részben polgárháború volt ez a Német-római Birodalmon belül, részben Franciaország, Svédország és a spanyol meg az ausztriai Habsburgok harca az európai főhatalomért, részben pedig „szent háború” a katolikusok és a protestánsok között. A háború Mátyás és II. Ferdinánd Habsburg császárnak a csehországi protestantizmus felszámolására tett kísérletében gyökerezett. Svédország 1630-as és Franciaország 1635-ös beavatkozása biztosította, hogy Közép- és Nyugat-Európában alig maradjon régió, amit nem érintett a háború.

## Fehér-hegy
A fehérhegyi csata 1620. november 8-án zajlott Prága mellett. A Katolikus liga 20 000 fős és a csehek: 24 000 fős serege állt egymással szemben.
A 17. század elejére a kálvinista protestantizmus mély gyökereket eresztett Csehországban. 1618-ban Mátyás német császár unokaöccse, a jövendő II. Ferdinánd személyében katolikus királyt próbált a csehekre kényszeríteni, mire általános felkelés tört ki. 1620-ban az Anhalti Krisztián (Keresztély) vezette cseh sereg a Prágához közeli Fehér-hegy (Bilá Hora) lejtőin vonult állásba. A császári hadsereg Tilly gróf parancsnoksága alatt állt szemben vele. Krisztiánt teljesen felkészületlenül érte Tilly hegynek fölfelé indított támadása, és a cseh derékhadat gyorsan lerohanták. A protestáns sereg felbomlott, Tilly hamarosan elfoglalta Prágát, és véget vetett Csehország függetlenségének.

## Dessau
A dessaui csata 1626. április 25-én zajlott Lipcsétől 50 km-re északra. A császáriak 20 000 fős és a protestánsok 12 000 fős serege állt egymással szemben. Veszteségek: a protestánsok közül 4000-en estek el.
1625-ben IV. Keresztély dán király a szorongatott német protestánsok megsegítésére beavatkozott a Német-római Birodalom ellen. Ezen új veszedelem ellen II. Ferdinánd császár Albrecht von Wallenstein herceg tábornagy szolgálatait vette igénybe, aki nagy hadsereg kiállítását vállalta a császár ügyének támogatására. Wallenstein Dessau hadászati jelentőségű hídjánál várta be az Ernst von Mansfeld vezette protestáns sereget. Aki ezt a hidat birtokolta, ellenőrizte a Sziléziába vezető fő útvonalat, tehát Wallenstein számítása szerint Mansfeldnek át kellett haladnia rajta. Feltételezése helytállónak bizonyult: 1626. április 25-én megjelent a 12 000 főnyi protestáns sereg. Wallenstein elrejtette ágyúit és legjobb csapatait, halálos csapdává változtatta a hidat Mansfeld katonái számára, akik létszámuk harmadát elveszítve visszavonulásra kényszerültek. Ezután Wallenstein hada északra menetelt, elfoglalta Dánia jelentős területeit, és békefeltételek kérésére kényszerítette IV. Keresztélyt.

## Magdeburg

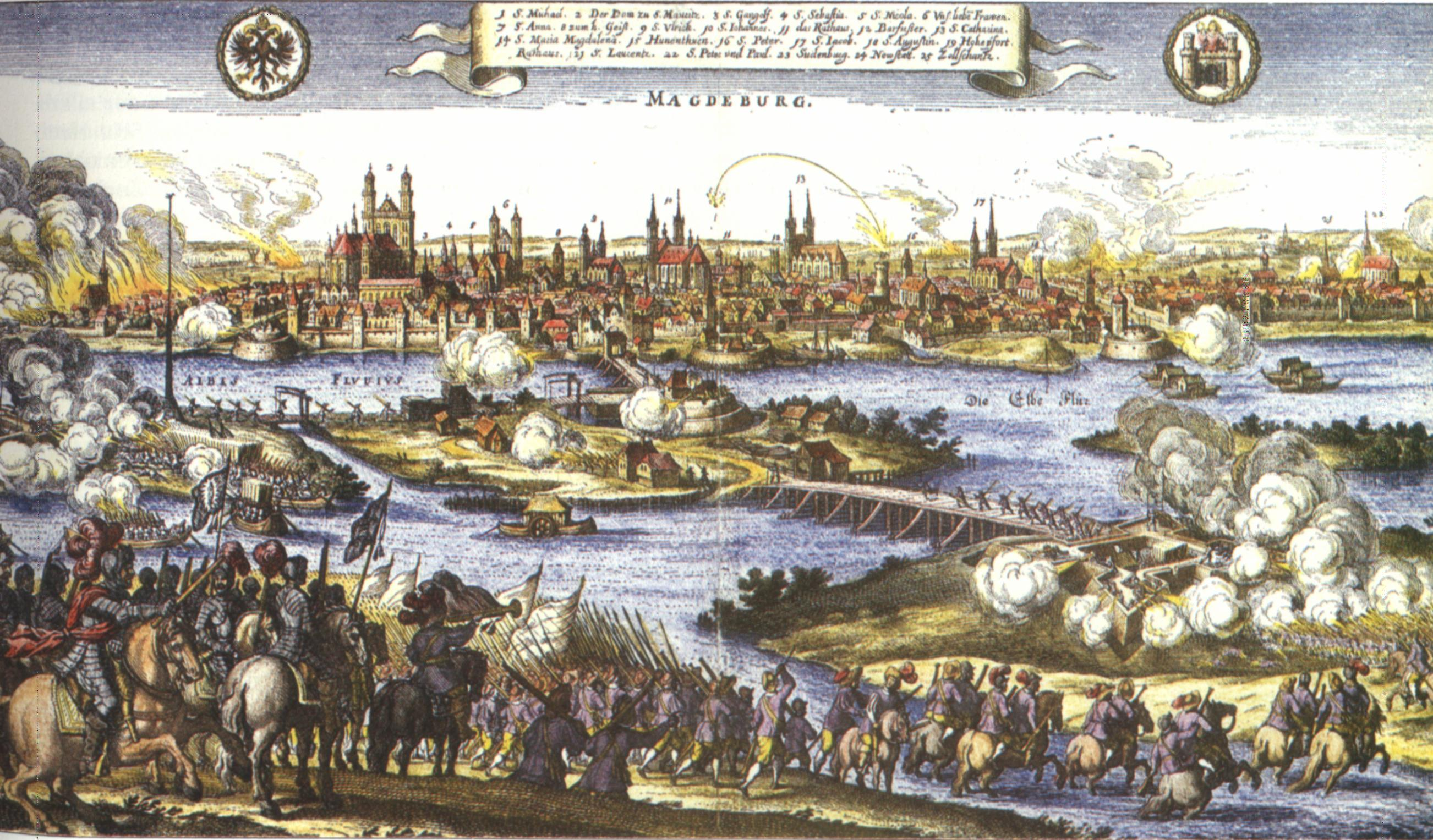
A magdeburgi csata

A magdeburgi csata 1631. május 20-án zajlott a császáriak és a svédek közt, a seregek nagysága nem ismert. Magdeburg Németország középső részén fekszik, Berlintől 130 km-re nyugatra.
1630-ban Gusztáv Adolf svéd király seregével partra szállt Észak-Németországban, hogy ott segítséget nyújtson a körülzárt protestáns városoknak. E városok közül a legfontosabb a megingathatatlan hithű lutheránus Magdeburg volt, nem mellesleg a Német-római Birodalom egyik leggazdagabb városa, 30 000 lakossal. Magdeburgot 1630 novembere óta ostromolták Tilly és Pappenheim császári hadai, és végül 1631. május 20-án esett el, miután a nehéztüzérség két rést lőtt a városfalba. A győztes császári sereg részeg katonái kegyetlenül feldúlták Magdeburgot. Talán 25 000 polgár is meghalt a mészárlásban vagy a vérben úszó utcákon végigsöprő tűzben.

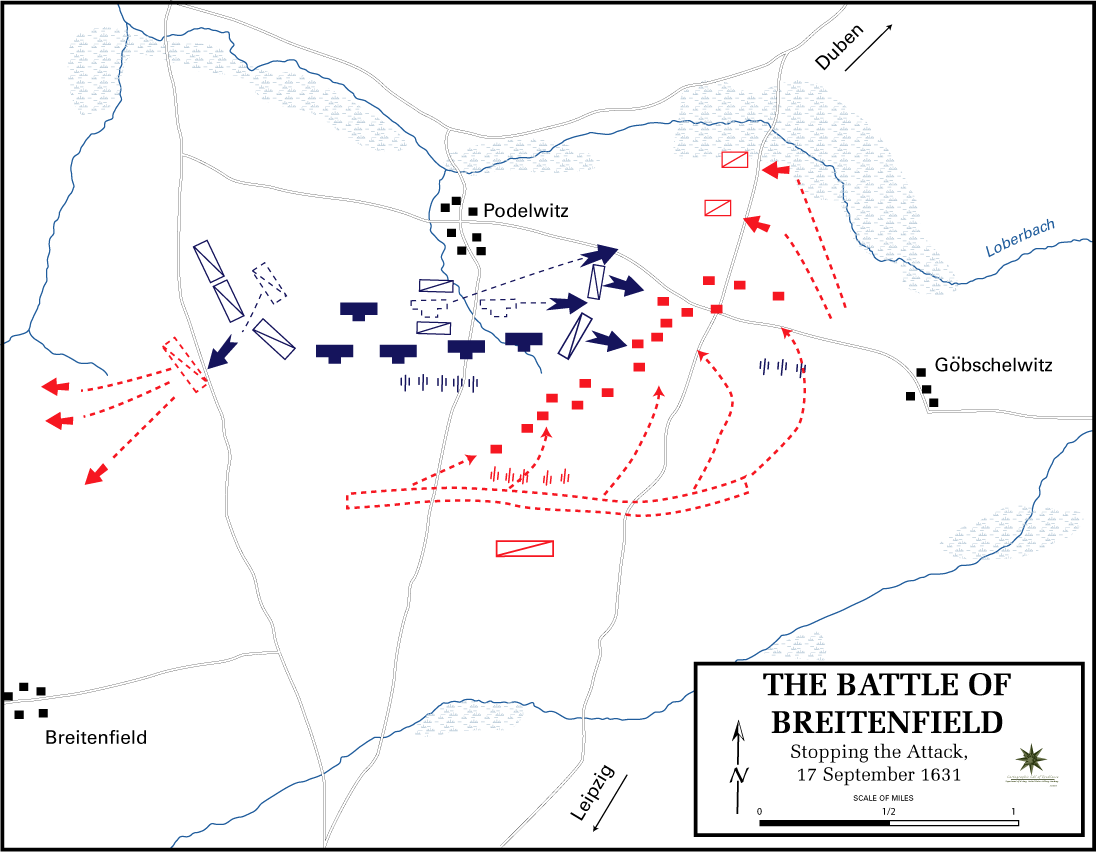
A császári támadás a svédek ellen

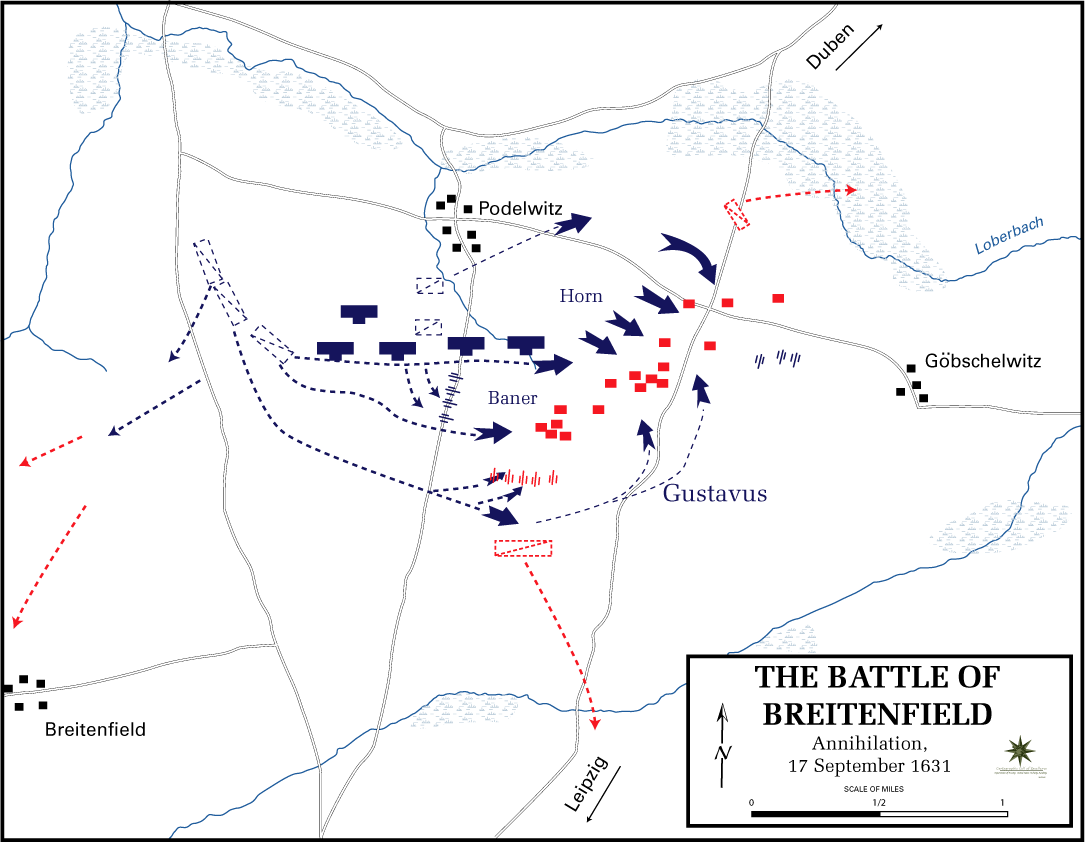
A svéd ellentámadás

## Breitenfeld, első csata
Az első breitenfeldi csata 1631. szeptember 17-én zajlott, a Lipcse melletti Breitenfeldnél. A svédek és szászok közös serege 42 000 főt, a császári sereg 35 000 főt tett ki. Veszteségek: a császáriak közül 7-8000 fő halott, 13–14 000 hadifogoly.
Magdeburg 1631. májusi feldúlása után II. Gusztáv Adolf svéd király védelmi szövetséget igyekezett kötni János György szász választófejedelemmel, hogy egyesítse a protestáns hatalmakat II. Ferdinánddal és az erőszakos katolikus ellenreformációval szemben. 1631 augusztusának végén Tilly vezérletével császári sereg tört be Szászországba, hogy a svéd ügy elhagyására kényszerítse János Györgyöt.
A Lipcsétől délre fekvő Breitenfeldnél Tilly és Pappenheim 17 négyszögben (tercio) állította fel csapatait a svéd–szász sereggel szemben. A maga korában megszokotthoz képest a svéd hadsereg meglehetősen fegyelmezett fegyveres erő volt, és a harcászatot mesteri fokon gyakorló Gusztáv Adolf két hosszú vonalba rendezte csapatait. Ezzel a Tillyével azonos hosszúságú arcvonalat képzett, ugyanakkor létfontosságú tartalék is maradt a kézben. Pappenheim nehézlovassága hétszer rohamozott, de a svédek alkalommal visszaverték. Ez alatt Tilly lovassága alaposan helybenhagyta a szász lovasságot, ugyanakkor János György gyalogsága is megfutamodott. A protestánsok ügye már elbukni látszott.
Ekkor vetette harcba Gusztáv Adolf második harcrendjét, méghozzá úgy, hogy a fő arcvonalon merőlegesen átgázolt a Loderbach patakon. Tilly megmagyarázhatatlan módon úgy döntött, nem támad rájuk, a svédek pedig rázúdultak a balszárnyára. A svéd tüzérség is beavatkozott, és tüzével alaposan megritkította a császári sereg maradványait. Szép bemutatója volt ez a gyalogság, lovasság és tüzérség Gusztáv Adolf hadi géniuszára jellemző összehangolt alkalmazásának, és e meggyőző demonstráció hatására a protestáns német fejedelmek zászlaja alá sereglett.

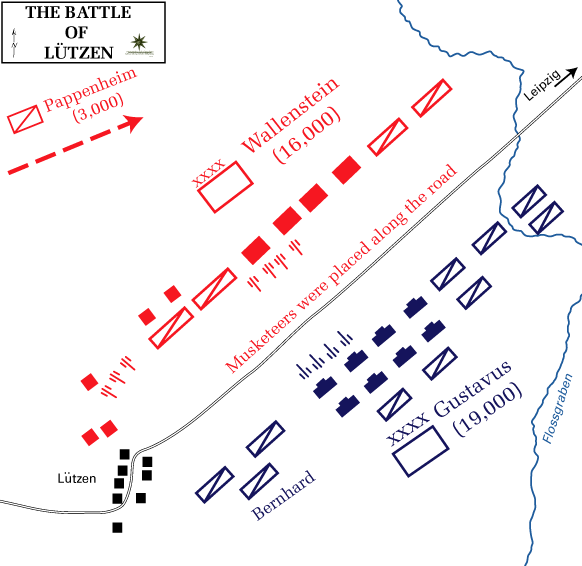
A lützeni csata felállása

## Lützen
A lützeni csata 1632. november 16-án zajlott a szászországi Lützennél. A svéd sereget 12 800 gyalogos és 6200 lovas, a császárit 13 000 gyalogos és 6000 lovas alkotta. Előbbiekből 5-6000-en, utóbbiakból 6-8000-en estek el.
A breitenfeldi diadal után Gusztáv Adolf „mindent vagy semmit” stratégiát választott. Nürnbergnél állított csapdát Wallenstein császári hadvezérnek. 50 löveget telepített tüzelőállásba. Wallenstein azonban átlátott a terven, és 1632 nyarán mindkét küzdő fél kifárasztó-felőrlő stratégiát követett. Novemberben Wallenstein, aki azt hitte, már véget ért a hadjáratok évszaka, két oszlopra osztotta erőit, és Lipcse felé vonult vissza téli szállására. Gusztáv Adolf a Lützen–Lipcse országúton érte őt utol. Wallenstein seregétől jobbra Lützen vára állt, míg a bajor lovasság a császári hadsereg gyengébb balszárnyán állt fel. A svédeknek, akiknek a mozgását kezdetben rendkívüli módon akadályozta a reggeli pára, sikerült mégis bekeríteni a császári harcrendnek ezt a leggyöngébb pontját. Már szinte biztosnak látszott Wallenstein katasztrofális veresége, ám ekkor mégis megérkezett a segítség, Pappenheim egy másik császári hadoszloppal.
Ezalatt a Weimari Bernard vezette svéd balszárny is súlyos gondokkal küszködött. Gusztáv Adolf lovasrohamot vezetett csapatai szorongatott helyzetének enyhítésére, ebben a harcban azonban elesett. Weimari Bernardnak végül sikerült bekeríteni a császári jobbszárnyat, s ezzel, ha nehezen is, de kivívta a győzelmet. Alkonyatkor Wallenstein visszavonult Lipcsébe, majd onnan Csehországba. Habár a svédek maradtak a csatamező birtokosai, a protestáns ügy szempontjából a csata legjelentősebb következménye Gusztáv Adolfnak, „Észak Oroszlánjának” elvesztése volt.

## Nördlingen
A nördlingeni csata 1634. szeptember 6-án zajlott, Münchentől északnyugatra. A spanyolok seregét 20 000 gyalogos és 13 000 lovas, a protestánsokét 16 000 gyalogos és 9000 lovas alkotta. A protestánsok közül 17 000-en elestek, 4000-en fogságba kerültek.
II. Gusztáv Adolf halála miatt a svéd hadjárat éppen akkor vesztette el a stratégiai irányítást, amikor a katolikus tábor egységesebbé vált. Wallenstein eltávolítása a hadvezéri posztról segített begyógyítani a Habsburgok császári és spanyol ága között keletkezett nézeteltérést. 1634 szeptemberében egyesített hadaik bevonultak Bajorországba. A svéd hadsereggel Nördlingennél vívott ütközetüket egyszerre jellemezte a rendkívüli hősiesség és a rendkívüli zűrzavar. A császári és spanyol csapatok a város előtti sík terepet szállták meg, előőrsükkel az utat uraló dombon. A svéd hadsereg egy sor alacsony dombon foglalt állást tőlük 1,5 kilométerre délnyugatra. A protestánsok napkeltekor egyszerre terveztek támadást a völgyben és a dombon, ám parancsnokaik végzetes hibát követtek el: nem számoltak a vidék erdőivel, amelyek majdnem lehetetlenné tették alakulataik mozgásának összehangolását. A csata heves, de zűrzavaros csetepaték sorozatává fajult. Volt pillanata, amikor két svéd gyalogdandár egymást lőtte. Az egymástól elszigetelt svéd csapatok végül alul maradtak és lemészárolták őket. Mivel ez a Habsburg-győzelem valós veszéllyé tette Európa egyetlen „univerzális monarchiában” való egyesítését, Franciaország belépett a harmincéves háborúba.

## Breitenfeld, második csata
A második breitenfeldi csata 1642. november 12-én zajlott. A császáriak seregét 20 000, a svédekét 22 000 katona alkotta, a császáriak közül 5000-en elestek és ugyanennyien fogságba kerültek.
1636-ban a katolikus Franciaország a protestáns Svédország és Hollandia szövetségeseként lépett be a háborúba, mert a hitbéli hűségnél sokkal erősebben sarkallta a vágy, hogy gátat vessen a Habsburgok ambícióinak. A spanyolok 1636-ban betörtek Franciaországba, de kiszorították őket, 1642-re pedig Torstensson, a svéd hadvezér az ausztriai Habsburg-tartományokban dúlt és pusztított. A Lipcse elfoglalására törekvő Torstensson a város közelében ütközött meg a Lipót Vilmos főherceg és Ottavio Piccolomini gróf vezette császári hadakkal. A csatát a császáriak nyitották meg tüzérségük láncos golyóval lőtt tömeges tüzével, amivel az elsöprő lovassági támadást igyekezett előkészíteni. Torstensson felismerte, hogy csapást kell mérnie, még mielőtt az ellenség csatarendbe áll, s ezért gyorsan megtámadta a császáriak balszárnyát. Az szinte azonnal össze is omlott, a főhercegnek a fegyelem fenntartására tett minden erőfeszítésére ellenére. A másik szárnyon azonban a bajor lovasság visszaverte a vele szemben álló svédet, míg a főherceg gyalogsága nyomást kezdett gyakorolni a svéd derékhadra. Torstensson átdobta a jobbszárny csapatait a másik oldalra, és a svéd gyalogság visszanyomult korábbi helyére. Az általános kavarodásban a császári lovasság elszigeteltségben találta magát – ugyanis visszavonult a támogató gyalogság, – és a megadáson vagy a menekülésen kívül nem maradt választása. Egész lovasszázadok dobták földre a fegyvert, majd álltak át a helyszínen Torstensson szolgálatába. A császári sereg összeomlott, és futásban keresett menedéket. A csata utójátékaként a feldühödött főherceg, aki elvesztette seregének felét, az egyik ezred teljes tisztikarát hadbíróság elé állította. A magasabb rangú tiszteket lefejezték, az egyszerű közkatonák közül minden tizediket azonnal agyonlőttek. A császáriak hadiszerencséje mélypontra jutott.

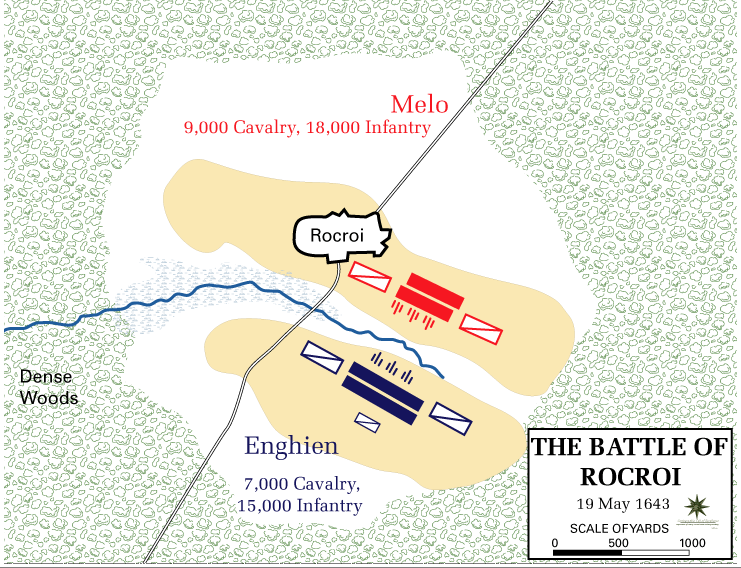
A rocroi-i csata térképvázlata

## Rocroi
A rocroi-i csata 1643. május 19-én zajlott le, Reimstől 90 km-re északkeletre. A spanyol sereget 8000 lovas és 19 000 gyalogos, a franciát 7000 lovas és 15 000 lovas alkotta. A csatában spanyolok közül 8000-en elestek, 7000-en fogságba estek.
1642 májusában spanyol hadsereg vonult végig Franciaországon Don Francisco de Melo parancsnoksága alatt, és megállt megostromolni Rocroi-t, egy kisebb erősséget Reimstől északra. A franciák az ifjú Louis d’Enghien herceg vezetésével a helyszínre siettek, hogy felvegyék a harcot. A spanyolok szokássá merevült négyszög-alakzataikban álltak fel, nem pedig a franciák által előnyben részesített, fejlettebb harcvonalban. Lovasságát mindkét fél a szárnyakon helyezte el. A csata május 19-én napkeltekor kezdődött, s kezdetben a spanyolok számára kedvezően alakult, ugyanis lovasságuk legyőzte az ellenség balszárnyán álló lovasságot. A jobbszárnyon azonban a francia lovasság futamította meg a spanyolt. Ebben a pillanatban d’Enghein herceg rohammal áttört az ellenség centrumán, s ezzel a hadmozdulattal sikerült felmentenie kimerült gyalogságát. A két támadó közé szorult spanyol lovasság rendje felbomlott, és a menekülők a közeli láp felé vették az irányt. Megfutamodásukkal a menekülés legcsekélyebb reménye nélkül bekerítésben hagytak 8000 spanyol gyalogost. A fegyelmezett spanyol terciók heroikus harcot vívtak, a francia lovasság négy rohamát verték vissza. Szívós kitartásuk dacára a francia tüzérség és lovasság irgalmat nem ismerő, szakadatlan támadásai végül megtörték ellenállásukat. A parancsnokok büszkén a kapitulációt, a két megmaradt terciónak Enghien szabad elvonulást biztosított. A megegyezés még mindig nem jelentette a vérontás végét. A zűrzavarban valaki rálőtt d’Enghein hercegre, mire a bosszúra éhes francia lovasság a védtelen spanyolokra vetette magukat, és több mint felüket legyilkolták. Ez a vereség az európai spanyol katonai nagyhatalom lehanyatlásának fontos állomását jelentette.

## Jankau (Jankov)
A jankaui csata 1645. március 5-én zajlott Prága közelében. 15 000 főnyi svéd sereg állt szemben a császáriak ugyanekkora seregével.
A második breitenfeldi csata után csak a dán–svéd háború kitörése mentette meg a császári erőket a végső katasztrófától. 1645 nyarára azonban a svéd hadvezér, Torstensson visszatért Közép-Európába, és a Prága előtti Jankaunál (ma:Jankov) állta útját a császári hadsereg. A kialakuló csata hegyes és erdős terepen vívott kisebb összecsapások sorából állt. A svédek létszámhátrányban vették fel a harcot, és Torstensson minden harcászati tudására szüksége volt a császári hadak legyőzéséhez. A császári gyalogság alig fejtett ki ellenállást, csak a bajor lovasság vette fel komolyan a harcot a protestánsok ellen, ők viszont – ellenfeleiknél kevesebben lévén, és kisebb tűzerővel rendelkezvén – tömegével estek el. Ennek az elit katonaságnak az elvesztése katonai értelemben megnyomorította Ferdinánd császárt, és megfosztotta a katolikusokat a kedvező béke minden reményétől.

## Zusmarshausen
A zusmarshauseni csata 1648. május 17-én zajlott München közelében a császáriak serege és a francia–svéd sereg közt.
1648-ra a szász választófejedelem békét kötött Svédországgal, s ezzel veszélyes elszigeteltségben hagyta Ferdinánd császárt. 1648 tavaszán a megmaradt bajor és császári seregek francia-svéd túlerővel találták szemben magukat. A két császári-katolikus haderő között alig vagy egyáltalán nem létezett együttműködés, ugyanis vezéreik összevesztek a rangbéli elsőbbség kérdésén. A császári csapatok mozgását ráadásul a velük vonuló elképesztő tömegű tábori népség is lassította: talán négy is jutott belőlük minden katonára. Melander császári tábornagy megpróbálta távolabbra menekíteni üldözőitől a gyalogságot és a tüzérséget: remélte, hogy Montecuccoli, az olasz hadvezér képes lesz sikeres utóvédharcot folytatni a lovassággal. Az olasz ezt jelentős szívósságot tanúsítva meg is tette, amíg Melander el nem esett, akkor azonban a gyalogságon kívül mindent és mindenkit hátrahagyott, azt azonban Landsbergbe menekítette. A közben visszavonult bajor sereg parancsnokát árulás vádjával azonnal őrizetbe vették.
A zusmarshauseni csatát nem sokkal követte a vesztfáliai béke, amelynek az előkészítő tárgyalásai akkor már jó ideje folytak, látszólag a végtelenbe nyúlóan. A harmincéves háborút végleg lezáró rendezés segített bevezetni Svédországot az európai hatalmi tényezők körébe, és végül rákényszeríttette Spanyolországot a Holland Köztársaság függetlenségének elismerésére. A békeszerződés a protestánsokra is kiterjesztette a szabad vallásgyakorlás jogát, és lefektette a dinasztikus elvek és az egymást átfedő politikai alapú igazgatási egységek helyett a nemzetállamokra alapozott Európa alapjait.